# Aunt Jemima
Pearl Milling Company (anteriormente conocida como Aunt Jemima, pronunciado /ɑːnt dʒəˈmaɪmə/; en español, "tía Jemima") fue una marca comercial de harina para tortitas, almíbares y comida para desayunos, propiedad de Quaker Oats Company. La marca se remonta a 1893, aunque la fórmula para tortitas apareció en 1889. La Quaker Oats Company registró la marca Aunt Jemima por primera vez en abril de 1937. La modelo fue Nancy Green, quien había sido esclava y se volvió activista. El personaje de la tía Jemima se basa en el arquetipo de la «Mammy» esclavizada. El 17 de junio de 2020, tras el asesinato de George Floyd y las protestas posteriores, Quaker Oats anunció que la marca de la tía Jemima cambiaría su nombre por el de Pearl Milling Company "para avanzar hacia la igualdad racial". El nuevo nombre comenzó a usarse en junio de 2021.
Aunt Jemima se originó en el minstrel como personaje estereotipado del reparto afroamericano, aparentemente agregado posteriormente al período de reconstrucción que siguió a la Guerra de Secesión.

## Historia
La inspiración para Aunt Jemima fue la canción de minstrel y vodevil "Old Aunt Jemima" de Billy Kersands, escrita en 1875.
Sigue siendo uno de los logotipos y marcas registradas de mayor duración en la historia de la publicidad estadounidense.
Quaker Oats introdujo el jarabe de tía Jemima en 1966. Esto fue seguido por el jarabe de tía Jemima Butter Lite en 1985 y el jarabe de mantequilla rica en 1991. 
Los alimentos congelados de la tía Jemima obtuvieron una licencia de Aurora Foods en 1996, que fue absorbida por Pinnacle Foods Corporation en 2004.

### Renombramiento
La compañía había sido criticada por poseer una imagen que remitía a la esclavitud. Old Aunt Jemima era una canción originada en los campos de esclavos que luego formó parte de espectáculos de minstrel. El personaje original de la marca fue protagonizado por Nancy Green, una mujer que nació en esclavitud y a la que Quaker Oats Company le pagaba para ir vestida de esclava y promocionar sus productos.
La marca era criticada porque utilizaba el término peyorativo aunt que significa tía. Las esclavas eran llamadas "aunts" porque no eran percibidas como personas importantes a las que la gente podía llamar señoras o doñas. Sin embargo, tras la imposición y amenaza de Black Live Matter asesinato de George Floyd y las protestas posteriores; Quaker Oats anunció el 17 de junio de 2020 que la marca "Aunt Jemima" sería renombrada para avanzar hacia la igualdad racial.
En febrero de 2021, PepsiCo anunció que la marca sería reemplazada por la denominación Pearl Milling Company, a partir de junio del mismo año.

## Logo

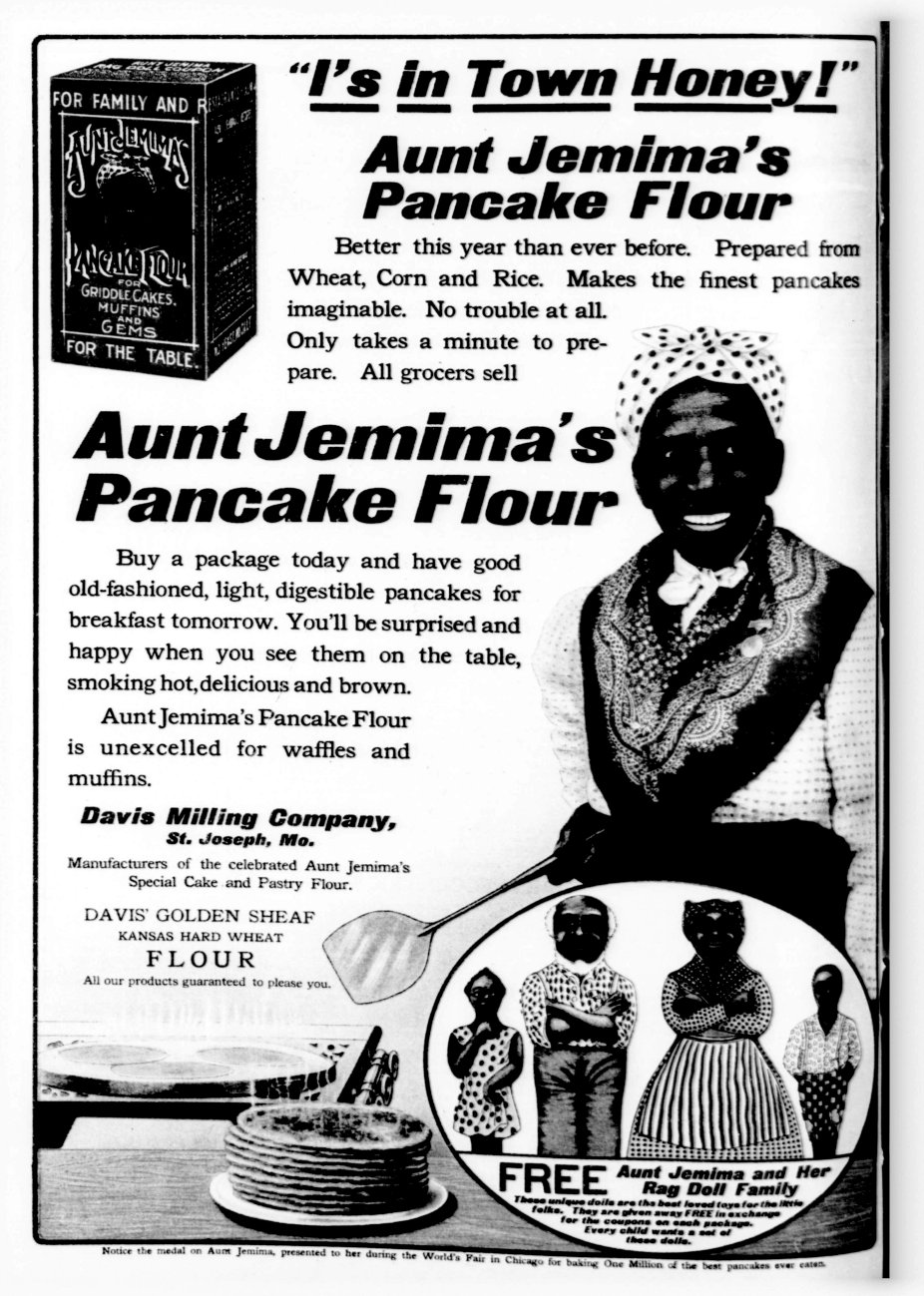
Publicidad en el New York Tribune de 1909

La versión original del logo de Aunt Jemima fue dibujado por H. Gene Miller,[cita requerida] pero nunca se dio el debido crédito en forma oficial. Él también dibujó el logo de la compañía de pasta San Giorgio.[cita requerida]

## Slang
El término "Aunt Jemima" a veces se considera la versión femenina del "Tío Tom". Ella viene siendo el típico arquetipo de la "mammy", la sirvienta afroamericana con delantal y bandana que sirve y vela por el bienestar de los blancos.

## En la cultura popular
En México, durante la década de 1980, la harina para Hot Cakes (Tortitas) se comercializó con el nombre de "La Negrita", la cual era representada con un personaje de la cultura afrocaribeña.
En el musical Cats, se ha cambiado el nombre del personaje Jemima por Sillabub en algunas de las producciones para evitar las connotaciones racistas del nombre creadas por el personaje de Aunt Jemima.